# Manuel Moreira Cardoso
Manuel Moreira Cardoso (Favaios, 8 de Dezembro de 1899 — Lisboa, 28 de Fevereiro de 1984) foi um militar que se destacou como pioneiro da aviação, tendo participado em diversos raids aéreos entre Portugal e as suas então colónias. Com Francisco Sarmento Pimentel realizou o primeiro voo entre Portugal e a Índia.

## Biografia
Ingressou como voluntário na Escola de Guerra em Agosto de 1918, onde frequentou o curso da arma de Cavalaria. Foi promovido a alferes em Novembro de 1920.
Frequentou em 1925 o curso de pilotagem da Escola Militar de Aviação, em Sintra, recebendo o brevet em Março de 1926. Tendo ingressado na Aeronáutica Militar, foi colocado no Grupo de Esquadrilhas de Aviação República, na Amadora, e depois no Grupo Independente de Aviação de Bombardeamento, em Alverca.
Em Novembro de 1930, como capitão, participou com o tenente-aviador Francisco Sarmento Pimentel no primeiro voo entre Portugal e a Índia, tendo partido da Amadora a 1 de Novembro e chegado a Goa a 19 de Novembro depois de terem atravessado o sul da Europa, o Egipto e o Médio Oriente. Pelo feito foi condecorado com a Ordem Militar da Torre e Espada.
O avião utilizado foi um De Havilland Puss Moth, de 120 cavalos, com cockpit, que foram comprar a Londres, pelo custo de 84 contos. Curiosamente das múltiplas peripécias do voo a maior revelou-se na primeira etapa que, extemporaneamente acabou por ser Amadora-Sevilha. Nesse voo entraram, sem o esperarem, devido a um erro de um técnico de meteorologia, numa tempestade tal, que embora ambos fossem aviadores experimentados, viram a morte como inevitável. Ao chegar por pouco não foram presos por um sargento mais zeloso que achou provável a existência de um terceiro elemento a bordo, um tal sargento (Sarmento) Pimentel, obviamente atirado borda fora.
O avião acabou por ficar, como combinado, em Goa, onde serviu de correio aéreo, feito pelo filho do Governador do Estado da Índia, então capitão piloto-aviador Craveiro Lopes, que viria a ser Presidente da República.
Note-se ainda que a iniciativa deste feito partiu dos aviadores, ambos transmontanos, o que justifica que ao avião fosse dado o nome de Marão. O dinheiro foi garantido com hipotecas a bens de parentes de Sarmento Pimentel, que seriam liquidadas com a recepção de uma recompensa de 100 contos, instituída pelo Estado da Índia, ao primeiro avião português que aí pousasse vindo de Lisboa.
Em 1934 envolveu-se no Cruzeiro Aéreo às Colónias. Esta iniciativa, desta vez do próprio Ministério, procurava demonstrar ao mundo a possibilidade material de integração das diferentes parcelas do Império Português. Assim, antes da partida, houve lugar a cerimónias presididas pelo próprio Presidente da República, Óscar Carmona.
A ideia era sobrevoar as colónias africanas de Oeste para Este, após o que se retornaria a Lisboa. Um grande número de aviadores e mecânicos foi reunido para o efeito. Infelizmente, dos doze aviões que partiram apenas três voltariam por via aérea (major Pinho da Cunha, capitão Moreira Cardoso e capitão Joaquim Baltazar; e os mecânicos Simões, Dinis e Ramos). Os restantes regressaram por via marítima. As razões invocadas para este facto, inalação de gases de escape livre, e consequente intoxicação por monóxido de carbono, foram, no mínimo, polémicas e pouco plausíveis.
Embora apresentado como um grande feito perante a população portuguesa o projeto acabou por ser um grande fracasso, na medida em que evidenciou fragilidades insuspeitas no controlo dos territórios e das infra-estruturas aéreas. A pobreza das cerimónias comemorativas foi disso um sinal e, contrariando a prática habitual, aos três pilotos que regressaram não foi sequer feita a justiça de atribuição - no caso de Moreira Cardoso de nova imposição - da mais alta condecoração nacional, a Torre e Espada, de Valor, Lealdade e Mérito.
Em 1934 foi obrigado a passar à reserva por motivos políticos, embora não tenha sido exilado, como o seu camarada de armas Francisco Sarmento Pimentel.
Já na reserva, e com o posto de major, comandou o Asilo de Inválidos Militares, em Runa, até 1950.
Em 1964, numa estratégia de clara aproximação, o governo atribui-lhe a comenda da Ordem do Império. Concomitantemente, ao seu grande amigo Francisco Sarmento Pimentel é permitido regressar a Portugal.
O regime político saído do 25 de Abril não se preocupou ainda em fazer justiça sobre este e tantos outros heróis da Força Aérea dos decénios de 20 e de 30, que viram as suas carreiras cortadas.
Faleceu em 28 de Fevereiro de 1984,  e foi sepultado com as mais altas honras militares em Almada onde fixou residência.

## Homenagens
Manuel Moreira Cardoso foi condecorado com os graus de oficial na Ordem Militar da Torre e Espada, do Valor, Lealdade e Mérito em 11 de Julho de 1931, oficial na Ordem Militar de Avis em 5 de Outubro de 1932, e comendador na Ordem do Império em 11 de Junho de 1964.